# الراحة (الجميمة)

تعديل مصدري - تعديل

الراحة هي إحدى قرى عزلة مساهر مور بمديرية الجميمة التابعة لمحافظة حجة، بلغ تعداد سكانها 397 نسمة حسب تعداد اليمن لعام 2004.